# Беатріс Падрон
Беатріс Падрон (ісп. Beatriz Padrón, 1 січня 2003) — коста-риканська плавчиня.
Учасниця Олімпійських Ігор 2020 року, де в попередніх запливах на дистанції 200 метрів вільним стилем посіла 25-те місце і не потрапила до півфіналів.